# Земляна совка бурокрапчаста
Земляна совка бурокрапчаста (Xestia brunneopicta) — вид метеликів родини совок (Noctuidae).

## Поширення
Вид поширений у хвойних лісах Фінляндії та Росії на схід до Магадана. Тривалий час вид вважався ендеміком Росії, поки у 1983 році одна особина не була виявлена на півночі Фінляндії. З того часу вид регулярно спостерігається у Фінляндії, але його ареал там обмежений невеликою ділянкою в Куусамо.

## Опис
Личинки харчуються різними рослинами, включаючи Andromeda polifolia, Salix phylicifolia, Larix gmelini, Larix decidua і Larix sibirica. Молоді личинки мають блідо-зеленувато-сіре тіло і блідо-коричневу голову. Дорослі личинки досягають довжини 35–40 мм. У них коричнева голова, а спинна і черевна частини тіла зелені, з серединними і субдорсальними лініями білі, вузькі, короткі і зламані.